# Jabłeczna
Jabłeczna – wieś w Polsce położona w województwie lubelskim, w powiecie bialskim, w gminie Sławatycze. Położona na Równinie Kodeńskiej, nad Bugiem, 30 km na północ od Włodawy.
Wieś magnacka położona była w końcu XVIII wieku w powiecie brzeskolitewskim województwa brzeskolitewskiego Wielkiego Księstwa Litewskiego. W latach 1954–1959 wieś należała i była siedzibą władz gromady Jabłeczna, po jej zniesieniu w gromadzie Zabłocie. W latach 1975–1998 miejscowość administracyjnie należała do województwa bialskopodlaskiego. 
Wieś jest sołectwem w gminie Sławatycze. Według Narodowego Spisu Powszechnego z roku 2011 wieś liczyła 276 mieszkańców i była trzecią co do wielkości miejscowością gminy.
Wieś leży na lewym brzegu Bugu, przy granicy z Białorusią. Przez wieś przebiega droga wojewódzka nr .

## Części wsi
| SIMC    | Nazwa     | Rodzaj     |
| ------- | --------- | ---------- |
| 0019459 | Jabłeczna | osada      |
| 0019465 | Monastyr  | osada      |
| 0019471 | Ostrów    | przysiółek |

## Zabytki
- W miejscu, gdzie, według legendy, zatrzymała się płynąca Bugiem ikona św. Onufrego, powstał klasztor prawosławny. Istniał już w XV w., o czym świadczy rękopiśmienny egzemplarz Ewangelii z 1498. Klasztor był przez wieki ostoją prawosławia na Podlasiu. Zniszczony podczas I i II wojny światowej, odbudowany w 1989-1991 był siedzibą reaktywowanej prawosławnej diecezji chełmsko-lubelskiej. Klasztor podlega bezpośrednio prawosławnemu metropolicie Warszawy i całej Polski, czyli jest stauropigialny.
- Zespół klasztorny (Jabłeczna 69) na uboczu wsi wzniesiony w 1838-1840, tworzą: klasycystyczna murowana cerkiew św. Onufrego wraz ze słynącą łaskami XV-wieczną ikoną patrona, dzwonnica bramna, budynek klasztorny, cmentarz (na nim mogiła żołnierzy Armii Radzieckiej)[10]. Przy klasztorze muzeum diecezjalne. W bliskim sąsiedztwie drewniane kaplice z 1905-1908: Zaśnięcia Bogurodzicy i Świętego Ducha. Jeden z sześciu męskich klasztorów prawosławnych w Polsce. Uroczystości religijne w dniu św. Onufrego: 24-25 czerwca (11-12 czerwca według kalendarza juliańskiego) gromadzą liczne rzesze pielgrzymów.
- Dawna cerkiew unicka z 1752, obecnie kościół rzymskokatolicki Przemienienia Pańskiego, siedziba parafii Przemienienia Pańskiego w Jabłecznej[11].

## Szlaki turystyczne
Nadbużański szlak rowerowy